# La sentimental Flor Silvestre
La sentimental Flor Silvestre es el cuarto álbum de estudio de la cantante mexicana Flor Silvestre, lanzado en 1964 por Discos Musart. El guitarrista Benjamín «Chamin» Correa acompaña a Flor en todos los temas. Este disco tiene rancheras en el lado 1 y boleros en el lado 2. «Mi destino fue quererte», uno de los más grandes éxitos de Flor Silvestre, se editó en este álbum.
«Mi destino fue quererte» y «Cariño santo» forman parte de las bandas sonoras de las películas Juan Colorado (1966) y Vuelve el ojo de vidrio (1970).

## Lista de canciones
| Lado 1 |                           |                    |          |  |
| N.º    | Título                    | Escritor(es)       | Duración |  |
| 1.     | «Aquel amor»              | Agustín Lara       |          |  |
| 2.     | «Cariño santo»            | Cuco Sánchez       |          |  |
| 3.     | «El tren sin pasajeros»   | Tomás Méndez       |          |  |
| 4.     | «Mi destino fue quererte» | Felipe Valdés Leal |          |  |
| 5.     | «Viejo nopal»             | Cuates Castilla    |          |  |
| 6.     | «Mi casita de paja»       | Víctor Cordero     |          |  |

| Lado 2 |                   |                         |          |  |
| N.º    | Título            | Escritor(es)            | Duración |  |
| 1.     | «Pensando en ti»  | Alfonso Torres          |          |  |
| 2.     | «Toda una vida»   | Osvaldo Farrés          |          |  |
| 3.     | «Falsa»           | Juan B. Leonardo        |          |  |
| 4.     | «Amar y vivir»    | Consuelo Velázquez      |          |  |
| 5.     | «Mi pensamiento»  | Alfonso Núñez de Borbón |          |  |
| 6.     | «Ya no te quiero» | Rafael Hernández        |          |  |

## Posicionamiento en listas
| País           | Lista                                     | Mejor posición |
| -------------- | ----------------------------------------- | -------------- |
| Estados Unidos | Record World Latin American LP Hit Parade | 9              |